# Керрі Годліман
Керрі Годліман — англійська акторка і комікеса. 
Народилася 17 листопада 1973 року (Перівейл, Лондон, Англія, Велика Британія). Відома своїми телевізійними ролями у фільмах «Дерек», «Поганий хід» і «По той бік життя».